# Ich war Jud Süß
Ich war Jud Süß – Die Geschichte des Filmstars Ferdinand Marian ist eine Biographie über den Schauspieler Ferdinand Marian von Friedrich Knilli.

## Inhalt
Ferdinand Marian war einer der bekanntesten und meistbeschäftigten Schauspieler im Dritten Reich. Durch seine Rolle des Joseph Süß Oppenheimer im Nazipropagandafilm Jud Süß von Veit Harlan ist die Person des Ferdinand Marian für immer mit dem Holocaust verbunden. In seiner Biographie stellt Knilli den Menschen und den Schauspieler Marian unter dem Einfluss dieses judenfeindlichen Melodrams dar.
Das Buch ist das Ergebnis umfangreicher Quellenstudien und persönlicher Kontakte zu Augenzeugen und Angehörigen. Etwa vierzig Abbildungen von Original-Filmplakaten, Programmheften, Szenenfotos und Filmbesprechungen illustrieren den Einsatz des Films Jud Süß als Propagandainstrument der Nazis. Umfangreiche Fußnoten werden auf der zum Buch gehörenden Webseite angeboten.
Die Marian-Biographie wurde 2009 von Oskar Roehler mit dem Titel Jud Süß – Film ohne Gewissen verfilmt und lief bei der Berlinale 2010 im Wettbewerb.

## Ausgaben
- Friedrich Knilli: Ich war Jud Süß. Die Geschichte des Filmstars Ferdinand Marian. Vorwort Alphons Silbermann. Henschel Verlag, Berlin 2000, ISBN 3-89487-340-X.

## Film
- Jud Süß - Film ohne Gewissen (von Oskar Roehler, 2010)